# Коупаконан
Коупаконан (фар. Kópakonan, «тюлень-жінка») — металева скульптура легендарної жінки-тюленя з фарерських легенд. Знаходиться у селі Мікладалур на острові Кальсой, що входить у склад автономних Фарерських островів (Данія).

## Походження (легенда)
Легенда про «жінку-тюленя» є однією з найвідоміших фарерських народних казок .
У минулому вважалося, що тюлені були справжніми людьми, які добровільно шукали смерті в океані. У тринадцяту ніч року їм дозволялося виходити на берег, знімати шкури й насолоджуватися танцями, як люди. Молодий фермер із села Мікладалур на острові Калсой викрав одну з танцюючих істот і не захотів віддати їй тюленячу шкуру. Тому їй довелося супроводжувати його на роботу на фермі. Протягом багатьох років вона була його дружиною і народила йому кількох дітей. Одного разу, однак, коли вона залишилася вдома сама і фермер забув взяти ключ від кімнати зі шкурою, вона одягнула її та повернулася до океану, де її морський партнер, який сумував за нею багато років, чекав на неї. Незважаючи на це, вона роками поверталася на берег, щоб спостерігати за своїми людськими дітьми, і вони вірили, що вона їхня мати.
У той день, коли жителі села збиралися піти в одну з печер на дальньому узбережжі, щоб полювати на тюленів, які там мешкали, колишньому чоловікові з'явилася його дружина в образі тюленя, і сказала, що якщо він піде на полювання, то повинен переконатися, що він не вбив його нинішнього чоловіка тюленя і двох маленьких синів. Вона детально описала колір їхньої шкіри, щоб він міг їх упізнати. Однак фермер не прислухався до попередження, яке почув уві сні. Мисливці вбили всіх тюленів у печері. Коли вони повернулися додому, здобич розділили, і фермер отримав свою частку: великого самця і задні ласти двох молодих цуценят. Увечері, коли голова великого тюленя і кінцівки маленьких були зварені на вечерю, почувся тріск і прилетів жахливий троль . Цю форму прийняла дружина-тюлень фермера, яка, перш ніж зникнути, вимовила прокляття: «Тут лежить голова мого чоловіка з його широкими ніздрями, рука Гарка і нога Фредріка». Тепер буде помста, помста людям Мікладалуру — одні з них загинуть у морі, а інші впадуть з вершин гір, поки навколо берегів острова Калсой не буде стільки мертвих, скільки зможе взятися за руки.
Хоча жителі села Мікладалур час від часу тонуть у морі або падають з вершин скель, але вважається, що кількість жертв ще недостатньо велика, щоб усі загиблі взялися за руки по всьому периметру острова Кальсой.

## Статуя
Статуя Коупаконан роботи Ганса Паулі Ольсена, була відкрита в Мікладалурі в серпні 2014 року. Статую збудовано так, щоб вона витримувала тиск тринадцятиметрових хвиль. На початку 2015 року сюди накотилася хвиля висотою 11,5 метра, яка не завдала об'єкту жодної шкоди .
Скульптура має висоту 2,6 метра, важить 450 кілограмів і виготовлена з бронзи та нержавіючої сталі .